# Данжу, Феликс
Феликс Данжу (фр. Félix Danjou; 21 июня 1812, Париж — 4 марта 1866, Монпелье) — французский органист и композитор, музыковед
 и научный писатель
, собиратель старинных музыкальных рукописей.
Учился у Франсуа Бенуа в Парижской консерватории, окончив её в 1830 году, после чего был органистом в ордене белых монахов (Blancs-Manteaux). В 1834 году стал органистом в церкви Сент-Эсташ в Париже, в 1840—1847 годах был органистом в соборе Парижской Богоматери.
Изучал григорианское пение и занимался вопросом о его преобразовании с целью улучшения звучания духовной музыки. В 1845 году основал издание «Revue de la musique religieuse». В 1847 году в поисках древних рукописей предпринял поездку в Италию; в декабре того же года в библиотеке Монпелье, посещённой Данжу на обратном пути из Италии, им был обнаружен манускрипт «Tonaire de Saint-Bénigne de Dijon». Ему принадлежат «Répertoire de musique religieuse» (1835, 3 тома) и множество иных работ о музыке.